# Bimuria
Bimuria — рід грибів родини Melanommataceae. Назва вперше опублікована 1979 року.

## Класифікація
До роду Bimuria відносять 1 вид:
- Bimuria novae-zelandiae